# حقیقت در آینه
حقیقت در آینه یک مجموعه تلویزیونی محصول سال ۱۳۷۴ به کارگردانی اسماعیل میهن‌دوست، نویسندگی علیرضا اخلاقی و تهیه‌کنندگی می‌باشد که از برنامه سیمای خانواده شبکه یک پخش شد. این مجموعه داستان دو جوان است که برای کسب درآمد به کارهای خلاف رو می‌آورند و …

## بازیگران
- گیتی معینی
- مهدی سلطانی
- توران قادری
- حلیه اولیایی
- رضا شاهی
- سهیل فروهر
- صفیه حلی
- عنایت‌الله بخشی
- فاطمه طاهری
- لادن اشتری‌جعفری
- محمد جهانگرد
- مرجان محتشم
- منوچهر علی‌بخشی
- مهدی علی‌بخشی
- مهناز غنخوار
- ناصر گیتی‌جاه

## عوامل تولید
- کارگردان: اسماعیل میهن‌دوست
- فیلمنامه: علیرضا اخلاقی
- تصویربردار: محمد اقتصاد
- مدیر تولید: منوچهر علی بخشی
- صدابرداران: اصغر رسول نیا، شهریار پیمانی
- طراح صحنه و لباس: صابره محمدکاشی
- دستیار اول کارگردان: فرزاد رفاهی
- منشی صحنه و دستیار دوم کارگردان: رضا زنگی‌آبادی
- گریم: مهران خلج، مریم منصوری
- تدوین: حسین آذرخشی، فرهاد حیدری
- عکس: علی نیکرفتار
- انتخاب موسیقی: جهانسوز فولادی
- مدیر تدارکات: شهاب علی بخشی
- گروه تصویربرداری: فرامرز قزوینیان، محمود سروری
- دستیار تدارکات: علی صلاحی، محمد قشمی
- تهیه‌کننده: فرامرز باصری